# Melanezijci
Melanezijci so prevladujoči in avtohtoni prebivalci Melanezije na širokem območju od otokov Moluki in Nove Gvineje do vzhoda do otokov Vanuatu in Fidži. Večina govori bodisi enega izmed mnogih jezikov avstronezijske jezikovne družine, zlasti tistih oceanske veje ali pa katero od številnih nepovezanih družin papuanskih jezikov. Drugi jeziki so številne kreolske skupine, kot so Tok Pisin, Hiri Motu, pijin Salomonovih otokov, bislama in papuanska malajščina.
Raziskava iz leta 2011 je pokazala, da je 92,1 % Melanezijcev kristjanov.

## Izvor in genetika
Prvotni prebivalci skupine otokov, ki se danes imenuje Melanezija, so bili verjetno predniki današnjega papuanskega ljudstva. Zdi se, da so zasedli te otoke kot tudi vzhod in glavne otoke Salomonovih otokov, vključno z Makiro in morda manjšimi otoki dlje na vzhod.
Zlasti ob severni obali Nove Gvineje in na otokih severno in vzhodno od Nove Gvineje so Avstronezijci, ki so se na to območje preselili pred več kot 3000 leti, prišli v stik s temi že obstoječimi prebivalci papuansko govorečimi narodi. V poznem 20. stoletju so nekateri strokovnjaki teoretizirali dolgo obdobje interakcije, kar je povzročilo številne zapletene spremembe v genetiki, jezikih in kulturi med ljudmi. Predlagano je bilo, da se je s tega območja zelo majhna skupina ljudi (ki govori avstronezijski jezik) odpravila na vzhod, da bi postala predhodnica polinezijskega ljudstva. Avtohtone melanezijske populacije so tako pogosto razvrščene v dve glavni skupini na podlagi razlik v jeziku, kulturi ali genetskem poreklu: papuansko govoreče in avstronezijsko govoreče skupine.
To polinezijsko teorijo je razveljavila študija iz leta 2008, ki je temeljila na pregledih genoma in oceni več kot 800 genskih markerjev med najrazličnejšimi pacifiškimi ljudstvi. Ugotovila je, da niti Polinezijci niti Mikronezijci nimajo veliko genetske zveze z Melanezijci. Obe skupini sta genetsko močno povezani z vzhodnimi Azijci, zlasti tajvanskimi staroselci. Zdelo se je, da so se predniki Polinezijcev, ki so razvili svoje jadralne kanuje, izselili iz vzhodne Azije, se hitro pomikali po melanezijskem območju in nadaljevali z vzhodnimi območji, kjer so se naselili. V Melaneziji so pustili malo genetskih dokazov »in so se le zelo skromno pomešali s tamkajšnjim avtohtonim prebivalstvom«. Kljub temu je študija še vedno odkrila majhen avstronezijski genetski podpis (pod 20 %) pri manj kot polovici melanezijskih skupin, ki govorijo avstronezijske jezike in ki je bil v papuansko govorečih skupinah popolnoma odsoten.
Študija je odkrila visoko stopnjo genske diferenciacije in raznolikosti med skupinami, ki živijo na melanezijskih otokih, pri čemer se ljudje niso razlikovali le med otoki, ampak tudi po jezikih, topografiji in velikosti otoka. Takšna raznolikost se je razvijala več deset tisoč let od prvotne naselitve, pa tudi po novejšem prihodu polinezijskih prednikov na otoke. Ugotovljeno je bilo, da so zlasti papuansko govoreče skupine najbolj diferencirane, medtem ko so avstronezijsko govoreče skupine ob obali bolj mešane.
Nadaljnja analiza DNK je usmerila raziskave v nove smeri, saj so od konca 20. stoletja odkrili bolj homo erectus rase ali podvrste. Na podlagi genetskih študij o Denisovskem homininu, starodavni človeški vrsti, odkriti leta 2010, Svante Pääbo trdi, da so se starodavni človeški predniki Melanezijcev v Aziji križali s temi ljudmi. Ugotovil je, da si prebivalci Nove Gvineje delijo 4–6 % svojega genoma z Denisovci, kar kaže na to izmenjavo.  Denisovci veljajo za bratrance neandertalcev. Zdaj se razume, da sta se obe skupini izselili iz Afrike, neandertalci pa so šli v Evropo, Denisovci pa so se pred približno 400.000 leti odpravili na vzhod. To temelji na genetskih dokazih iz fosila, najdenega v Sibiriji. Dokazi iz Melanezije kažejo, da se je njihovo ozemlje razširilo v južno Azijo, kjer so se razvili predniki Melanezijcev.
Melanezijci nekaterih otokov so eno redkih neevropskih ljudstev in edina temnopolta skupina ljudi zunaj Avstralije, za katero je znano, da ima svetle lase. Značilnost svetlolascev se je razvila prek gena TYRP1, ki ni isti gen, ki povzroča svetlolasost pri evropskih svetlolascih.

## Zgodovina klasifikacije
Zgodnji evropski raziskovalci so opazili fizične razlike med skupinami pacifiških otočanov. Leta 1756 je Charles de Brosses teoretiziral, da je na Tihem oceanu obstajala 'stara črna rasa', ki so jo ljudje, ki jih danes imenujejo Polinezijci, osvojili ali premagali, in jih je odlikoval svetlejša koža. Do leta 1825 je Jean Baptiste Bory de Saint-Vincent razvil bolj dodelan, 15-rasni model človeške raznolikosti. Prebivalce današnje Melanezije je opisal kot Mélaniens, ločeno rasno skupino od Australian in Neptunian (tj. Polinezijske) rase, ki jih obdaja.
Leta 1832 je Jules Dumont d'Urville razširil in poenostavil večino tega prejšnjega dela. Ljudstva Oceanije je razvrstil v štiri rasne skupine: Malajce, Polinezijce, Mikronezijce in Melanezijce. D'Urvilleov model se je od modela Boryja de Saint-Vincenta razlikoval po tem, da se je bolj skliceval na 'Melanezijce' kot na 'Mélaniens'.
Bory de Saint-Vincent je razlikoval Mélaniens od avtohtonih Avstralcev. Dumont D'Urville je oba naroda združil v eno skupino.
Soares in ostali (2008) so zagovarjali starejši predholocenski Sundaland izvor na otoku Jugovzhodna Azija (ISEA) na podlagi mitohondrijske DNA. Študija univerze Leeds, objavljena v Molecular Biology and Evolution, je izpodbijala 'model zunaj Tajvana'. Preiskava linij mitohondrijske DNK kaže, da se v ISEA razvijajo dlje, kot so prej verjeli. Predniki Polinezijcev so prispeli na Bismarckovo otočje na Papui Novi Gvineji pred vsaj 6000 do 8000 leti.
Kayserjeva in ostalih (2000) analiza kromosoma Y po očetovi strani je tudi pokazala, da imajo Polinezijci pomemben melanezijski genski dodatek. Nadaljnja študija (2008) je ugotovila, da je samo 21 % polinezijskega avtosomnega genskega sklada melanezijskega izvora, preostali del (79 %) pa je vzhodnoazijskega izvora. Študija Friedlaenderja in sodelavcev (2008) je potrdila, da so Polinezijci genetsko bližje Mikronezijcem, tajvanskim Aboridžinom in vzhodnim Azijcem kot Melanezijcem. Študija je ugotovila, da so se Polinezijci skozi Melanezijo premikali dokaj hitro, kar je omogočilo le omejeno mešanje med Avstronezijci in Melanezijci. Tako so visoke frekvence B4a1a1 posledica odnašanja in predstavljajo potomce zelo malo uspešnih vzhodnoazijskih žensk.

## Austronezijski jeziki in kulturne lastnosti
Avstronezijski jeziki in kulturne lastnosti so bili predstavljeni vzdolž severne in jugovzhodne obale Nove Gvineje ter na nekaterih otokih severno in vzhodno od Nove Gvineje s selitvijo Avstronezijcev, ki so se verjetno začele pred več kot 3500 leti. Sledila so dolga obdobja interakcije, ki so povzročila številne zapletene spremembe v genetiki, jezikih in kulturi. 
Nekoč se je domnevalo, da je s tega območja zelo majhna skupina ljudi (ki govori avstronezijski jezik) odšla na vzhod in postala predhodnica polinezijskega ljudstva. Vendar je bila tej teoriji v nasprotju študija, ki jo je objavila univerza Temple, ki je pokazala, da imajo Polinezijci in Mikronezijci malo genetske zveze z Melanezijci; namesto tega so ugotovili pomembne razlike med skupinami, ki živijo na melanezijskih otokih.
Ugotovljena je bila genetska povezava, saj pri Polinezijcih prevladuje vrsta makro-haplogrupe C y-DNA, ki ima manjšinsko poreklo v Melaneziji in ima zelo nizko frekvenco dominantne melanezijske y-DNA, ki je K2b1, kar zaplete. Pomembna manjšina jih pripada tudi tipični vzhodnoazijski moški haplogrupi O-M175.
Nekatere nedavne študije kažejo, da so vsi ljudje zunaj podsaharske Afrike podedovali nekatere gene od neandertalcev in da so Melanezijci edini znani sodobni ljudje, katerih prazgodovinski predniki so se križali z Denisovskim homininom in si s tem starodavnim delili 4–6 % svojega genoma. bratranec neandertalca. 

## Incidenca svetlolasih v Melaneziji
Svetli lasje so redki pri domačih populacijah zunaj Evrope in Severne Afrike. Samostojno so se razvili v Melaneziji [23], kjer so Melanezijci nekaterih otokov (skupaj z nekaterimi avtohtonimi Avstralci) ena redkih skupin, ki niso potomci Evropejcev s svetlimi lasmi. To je bilo ugotovljeno pri alelu TYRP1, ki je edinstven za te ljudi in ni isti gen, ki povzroča svetle lase pri Evropejcih. Tako kot pri svetlih laseh, ki so se pojavili v Evropi in nekaterih delih Azije, je pojav svetlolascev pri otrocih pogostejši kot pri odraslih, lasje pa običajno potemnijo, ko posameznik dozori.
- Melanezijski otrok iz Vanuatua.
- Šolski otroci iz Salomonovih otokov.
- Blondinka iz Vanuatuja.

## Melanezijska območja Oceanije
Pretežno melanezijska območja Oceanije vključujejo dele Molukov v vzhodni Indoneziji, Novo Gvinejo in okoliške otoke, Salomonove otoke, Vanuatu in Fidži. Nova Kaledonija in bližnji Otočje lojalnosti so večino svoje zgodovine imeli večinsko melanezijsko prebivalstvo, vendar se je delež ob sodobnem priseljevanju zmanjšal na 43 %.
Največja in najbolj naseljena melanezijska država je Papua Nova Gvineja. Največje mesto v Melaneziji je Port Moresby na Papui Novi Gvineji s približno 318.000 prebivalci, večinoma melanezijskih prednikov.
V Avstraliji je bilo celotnega prebivalstva otočja v Torresovem prelivu, melanezijskega prebivalstva, 30. junija 2016 približno 38.700, ki so izvirali iz otočja in 32.200 avstralskega porekla iz Avstralije in otočja v Torresovem prelivu (skupaj 70.900 ).